# Stefano Terrazzino
Stefano Alessandro Terrazzino (ur. 19 sierpnia 1979 w Mannheim) – włoski tancerz, przedsiębiorca i osobowość medialna, okazjonalnie również piosenkarz, aktor i prezenter telewizyjny niemieckiego pochodzenia.

## Życiorys

### Rodzina i edukacja
Jest synem Sycylijczyków, Antonio Terrazzino i Giovanny Giglio, którzy jeszcze przed narodzinami syna wyjechali z kraju i zamieszkali w Mannheim, gdzie zajęli się prowadzeniem restauracji. Po urodzeniu został zarejestrowany jako Alessandro Giglio, później za namową rodziny jego rodzice zmienili mu dane osobowe na Stefano Terrazzino. Ma dwóch młodszych braci – o pięć lat Vincenza oraz o dwanaście lat Marca, który jest piłkarzem (gra w Vuppertaler SV).

### Kariera taneczna
Zafascynowany rolą Patricka Swayze w filmie Dirty Dancing, w wieku 16 lat rozpoczął treningi tańca towarzyskiego. Przez pierwsze lata kariery tańczył z Concettą Strazzeri, następnie z Yvonne Hemlein i Angelą Stuppią. Po odbyciu rocznej nauki w technikum krawieckim został krawcem teatru w Mannheim, w którym występował dorywczo także jako tancerz. Po odejściu z teatru otworzył własne atelier, w którym projektował i szył stroje taneczne. Kontynuował treningi tańca, a jego pierwszą zawodową partnerką taneczną była Ewa Szabatin, dla której w 2005 przeprowadził się do Polski i z którą zajął szóste miejsce na Mistrzostwach Niemiec. Następnie tańczył zawodowo z Alessią Surovą (2008) i Pauliną Biernat (2009). Reprezentuje najwyższą, międzynarodową klasę taneczną „S” w tańcach latynoamerykańskich.

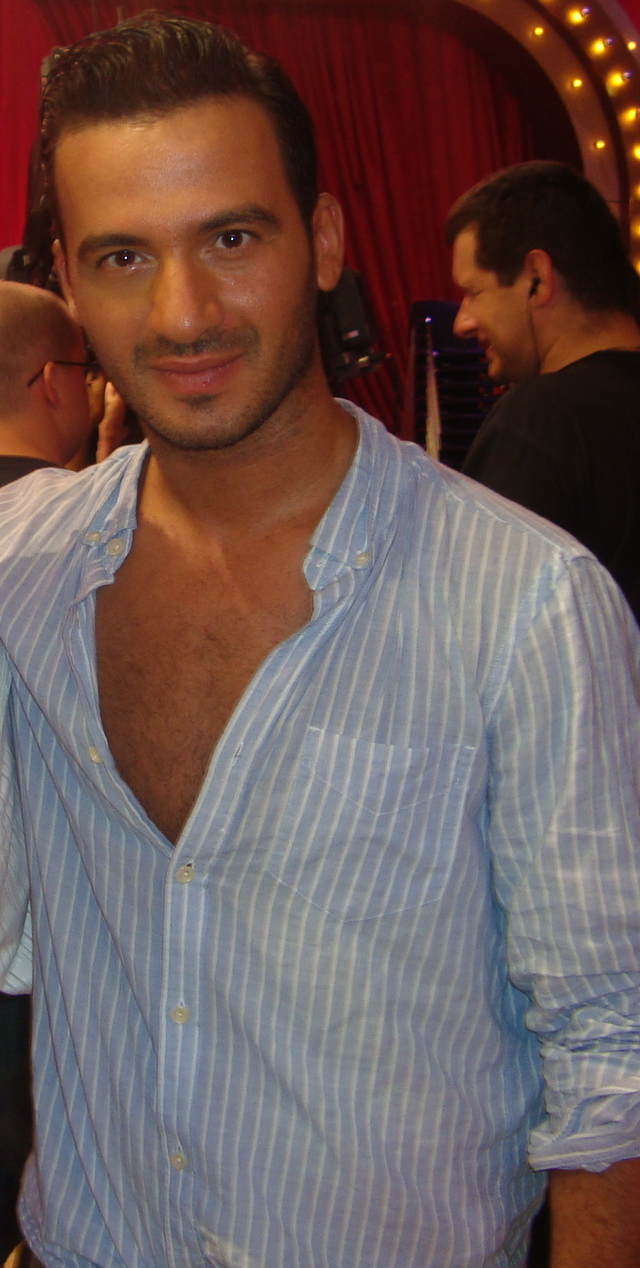
Terrazzino na planie programu Taniec z gwiazdami (2011)

W 2006 zadebiutował jako trener tańca w programie rozrywkowym TVN Taniec z gwiazdami, a jego partnerkami tanecznymi były: Kinga Rusin, Katarzyna Tusk, Justyna Steczkowska, Agata Kulesza, Katarzyna Glinka i Katarzyna Pakosińska; w parze z Rusin i Kuleszą zwyciężył w finale czwartej i ósmej edycji programu. W latach 2011–2013 był trenerem tańca w programie RTL Let’s Dance, a jego partnerkami tanecznymi były: Andrea Sawatzki, Mandy Capristo i Marijke Amado. W latach 2014–2021 z przerwami występował w programie rozrywkowym Polsatu Dancing with the Stars. Taniec z gwiazdami, a jego partnerkami tanecznymi były, kolejno: Aneta Zając, Agnieszka Sienkiewicz, Małgorzata Pieńkowska, Iwona Cichosz, Agnieszka Radwańska, Julia Wieniawa i Izabela Małysz; w parze z Zając i Sienkiewicz zwyciężył w finale pierwszej i drugiej edycji programu.

### Kariera muzyczna
W 2008 wydał debiutancki album studyjny pt. Cin Cin Amore. W 2009 został solistą w teleturnieju TVP1 Jaka to melodia?.
W 2015 zwyciężył w finale trzeciej edycji programu rozrywkowego Polsatu Twoja twarz brzmi znajomo, wcześniej wygrywając piątym i szóstym odcinku programu. W 2016 został jednym z założycieli projektu muzycznego „Stefano Terrazzino i Belli Ribelli”, z którym m.in. wydał teledysk do utworu „Kiedy quando”. W 2022 uczestniczył w pierwszej edycji programu TVN Mask Singer. Wiosną 2024 zajął drugie miejsce w finale programu rozrywkowego Twoja twarz brzmi znajomo. Najlepsi w Polsacie.

### Pozostała przedsięwzięcia
Zagrał w filmowej etiudzie Once Again (2014), która w 2015 została zaprezentowana na festiwalu Camerimage. W 2016 wystąpił jako Francesco Nicente w kilku odcinkach serialu Przyjaciółki.

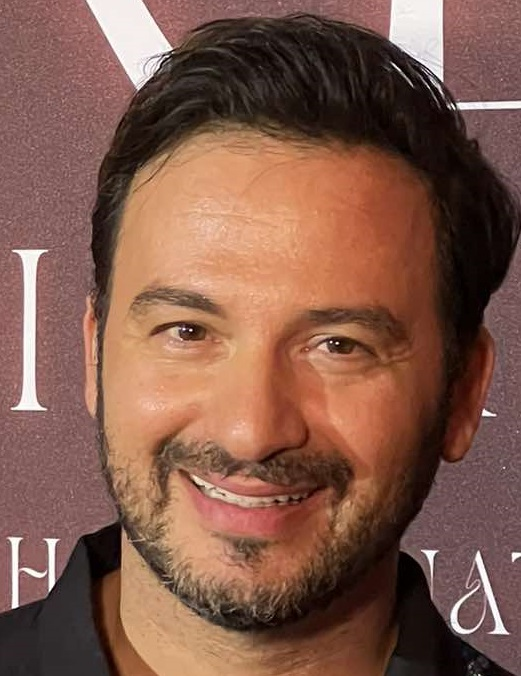
Terrazzino (2025)

W 2013 uczestniczył w jednym z odcinków programu Ugotowani w TVN. W 2015 poprowadził program Salon sukien ślubnych: Polska na TLC Polska. W 2016 został gospodarzem programu Polsatu Surprise, surprise!, który jednak został zdjęty z anteny po kilku odcinkach z powodu niskich wyników oglądalności. W 2019 włączył się w akcję społeczną Fundacja Faktu i serwisu internetowego Plejada.pl „Zdrowie jest męskie”, biorąc udział w sesji zdjęciowej do kalendarza na rok 2020. W 2022 był stylistą uczestników w programie Dancing with the Stars. Taniec z gwiazdami. W 2024 był jurorem w 21. edycji programu rozrywkowego Twoja twarz brzmi znajomo w telewizji Polsat.
Od 2012 organizuje warsztaty taneczne i spotkania kulturalne na Sycylii pod hasłem „Authentic Sicily”. W grudniu 2017 na festiwalu „Most” wystawił premierowo spektakl Sycylia, moja bedda. W lipcu 2020 na scenie Mareckiego Centrum Edukacyjno-Rekreacyjnego w Markach premierę miał jego multimedialny spektakl taneczno-wokalny Marzyciel w reż. Angeli Ottone. W 2021 otworzył na warszawskiej Pradze kawiarnię „Mała Sycylia di Stefano Terrazzino”, w której prowadzi również szkołę tańca. Od 2023 organizuje turnieje tańca „Sikelia Di Terrazzino International Pro-Am Polish Cup”.

## Filmografia
- 2008–2010: Samo życie jako Giuseppe „Pino” Trattini
- 2008: 39 i pół jako „Zorro” (odc. 3)
- 2010: Usta usta jako Włoch (odc. 14)
- 2011: Rezydencja jako Bartek
- 2011: Linia życia jako Cezary Bończa-Dworecki
- 2011: Hotel 52 jako Giantpietro Karbowski (odc. 27)
- 2012: Na Wspólnej jako instruktor tańca Ricardo
- 2012: Ja to mam szczęście! jako tancerz Stefano (odc. 3)
- 2016: Przyjaciółki jako Francesco Nicente (odc. 81–87)

Dubbing:
- 2021: Luca – Ksiądz

## Programy telewizyjne
- 2006-2010: Taniec z gwiazdami (TVN) – uczestnik, trener tańca;
- od 2009: Jaka to melodia? (TVP1) – solista;
- 2011-2013: Let’s Dance (RTL) – uczestnik, trener tańca;
- od 2014: Dancing with the Stars. Taniec z gwiazdami (Polsat) – uczestnik, trener tańca;
- 2015: Twoja twarz brzmi znajomo (Polsat) – uczestnik 3. edycji, zwycięzca;
- 2015: Salon sukien ślubnych – prowadzący;
- 2016: Surprise, surprise! (Polsat) – prowadzący;
- 2022: Mask Singer (TVN) – uczestnik;
- 2024:  Twoja twarz brzmi znajomo (Polsat) – uczestnik 20. edycji, laureat drugiego miejsca; juror od 21. edycji

## Dyskografia
Albumy
| Rok  | Dane dot. albumu                                                                        |
| ---- | --------------------------------------------------------------------------------------- |
| 2008 | Cin Cin Amore - Wydany: 21 listopada 2008 - Wytwórnia: Warner Music Poland - Format: CD |

Single
| Rok  | Tytuł                            | Album         |
| ---- | -------------------------------- | ------------- |
| 2008 | „Cin cin amore”                  | Cin Cin Amore |
| 2008 | „Another minute”                 | Cin Cin Amore |
| 2009 | „Candy” (gościnnie: Patti)       | Cin Cin Amore |
| 2016 | „Kiedy quando” (z Belli Ribelli) | –             |

Gościnny udział
| Rok  | Tytuł                                                                                       | Album |
| ---- | ------------------------------------------------------------------------------------------- | ----- |
| 2007 | „Daj mi chwilę” (wersja polsko-włoska) (Justyna Steczkowska, gościnnie: Stefano Terrazzino) | –     |